# Scotorepens balstoni
Scotorepens balstoni és una espècie de ratpenat de la família dels vespertiliònids. És endèmic d'Austràlia. Els seus hàbitats són les zones àrides. És una espècie en risc mínim, és a dir, no sembla que hi hagi cap amenaça significativa per a la seva supervivència. S. balstoni es troba a diverses àrees protegides. Podria ser que no fos una única espècie, sinó un complex d'espècies.